# Dumitru Fărcaș
Dumitru Fărcaș, né le 12 mai 1938 dans le village de Groşii Băii Mari (Județ de Maramureș) et mort le 7 août 2018 à Cluj, est un musicien roumain de musique populaire, joueur de taragote.